# Palazzo Giraud Torlonia

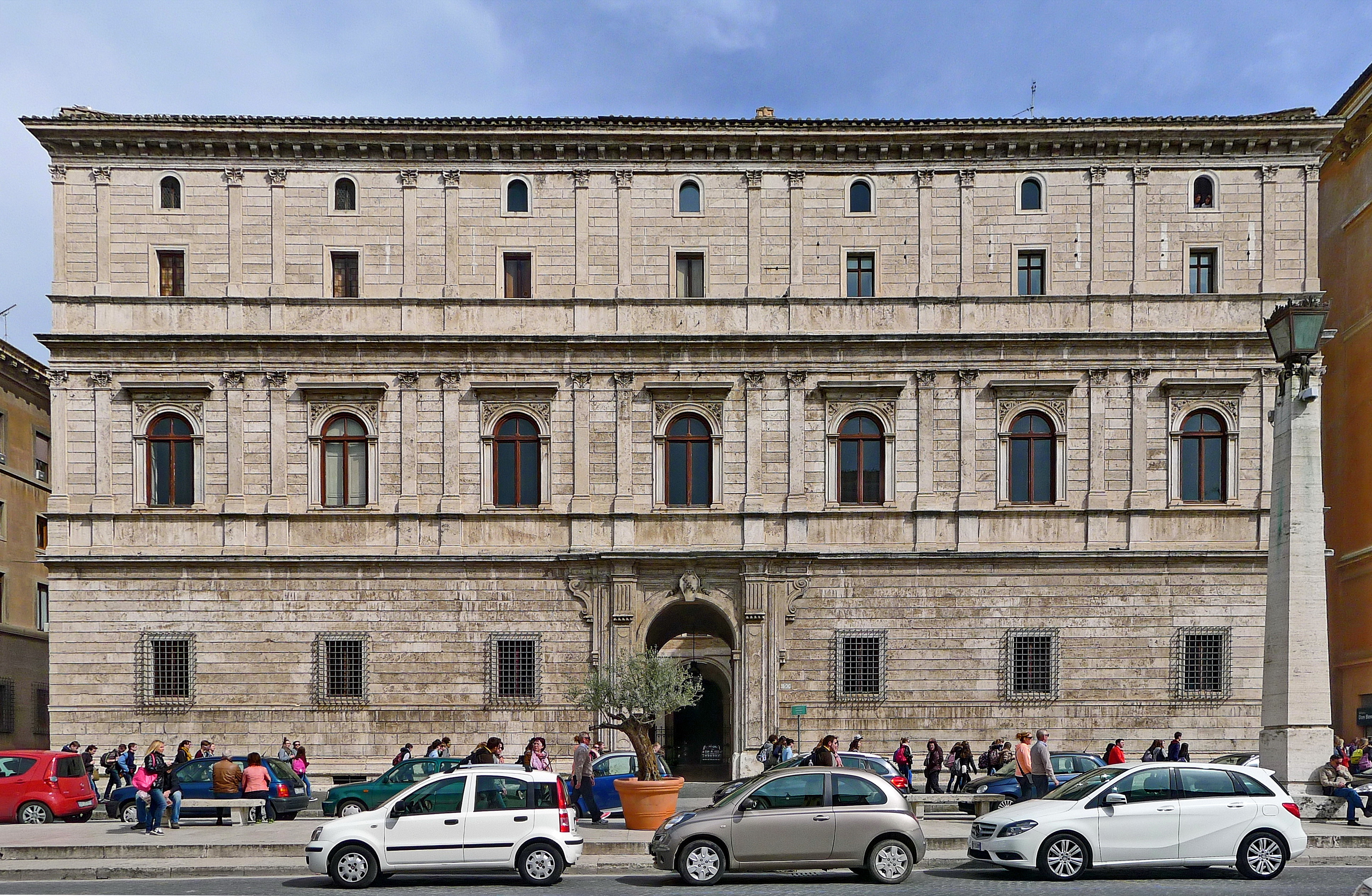
Fachada do palácio.

Palazzo Giraud Torlonia, antigo Palazzo Castellesi e conhecido também apenas como Palazzo Torlonia, é um palácio renascentista do século XVI localizado na Via della Conciliazione, no rione Borgo de Roma. 

## História

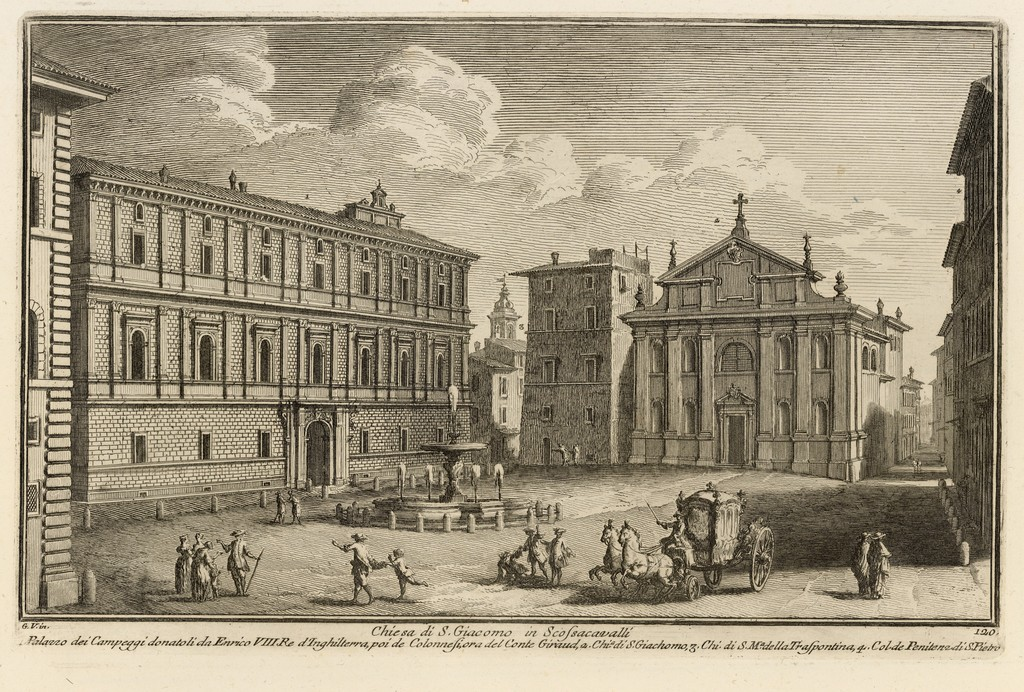
Vista da antiga Piazza Scossacavalli. O Palazzo Torlonia está à esquerda. A igreja, San Giacomo Scossacavalli, e a praça foram demolidas para a construção da nova Via della Conciliazione, de frente para a qual está o palácio hoje em dia.

Construído para o cardeal Adriano Castellesi da Corneto a partir de 1496, o edifício é uma obra do arquiteto Andrea Bregno, apesar de alguns estudiosos atribuam o projeto a Donato Bramante. O palácio foi construído na Piazza Scossacavalli, na Spina di Borgo, no contexto da reformulação de toda a região depois da construção da nova Via Alessandrina por ocasião do Jubileu de 1500.
Em 1504, antes do término da obra, o cardeal, que havia caído em desgraça, presenteou-o ao rei Henrique VII da Inglaterra. O rei Henrique VIII posteriormente o entregou a Lorenzo Campeggio, o último cardeal protetor da Inglaterra, que viveu no palácio ainda não terminado entre 1519 e 1524. Mesmo depois que o Reino da Inglaterra se separou da Igreja Católica, o palácio continuou nas mãos da família Campeggio.
Entre 1609 e 1635, o palácio foi propriedade da família Borghese. Em 1760, ele foi comprado pela família Giraud, de banqueiros franceses. Em 1820, o palácio passou para as mãos da família Torlonia, cujo nome todo o edifício acabou herdando por causa do brasão da família postado acima do grande portal.
Atualmente, o palácio está de frente para a grande Via della Conciliazione, mas esta disposição é resultado da grande obra de construção desta via pelo governo fascista italiano depois do Tratado de Latrão, cujo objetivo era ligar de forma monumental a Cidade do Vaticano ao centro de Roma. Originalmente, o palácio estava no lado norte da pequena Piazza Scossacavalli e é hoje um dos dois únicos edifícios sobreviventes do local (o outro é o Palazzo dei Penitenzieri), que foi demolido, e o único palácio histórico no Borgo que permaneceu intocado durante as obras de construção da Via della Conciliazione. Por causa disto, o Palazzo Torlonia, juntamente com a igreja de Santa Maria in Transpontina e o Palazzo Latmiral, um edifício do século XIX que fica entre eles, estão fora do eixo regular da nova avenida, pois suas fachadas ainda seguem o traçado da antiga via Borgo Nuovo, destruída na época das obras.
Ainda hoje o palácio é propriedade privada da família Torlonia.

## Estilo
O edifício representa uma releitura do Palazzo Rucellai, de Leon Battista Alberti, já experimentada em Roma no Palazzo della Cancelleria. Sua fachada apresenta duas ordens de lesenas superpostas, com uma ligeira ênfase nos painéis em alvenaria lisa em travertino. Entre as lesenas do piso nobre há janelas arqueadas emolduradas por cornijas.